# Torna a casa
Torna a casa è un singolo del gruppo musicale italiano Måneskin, pubblicato il 28 settembre 2018 come secondo estratto dal primo album in studio Il ballo della vita.

## Descrizione
Il brano racconta di una separazione: è lo sfogo di un uomo che ha perso la sua musa, che però ascolterà la sua preghiera e ritornerà da lui. Il testo è incentrato su Marlena, figura già citata nel precedente Morirò da re ed in altri brani dell'album. Il gruppo stesso ha dichiarato:

Il brano ha vinto la terza edizione del Synphony Song Contest, tenutasi a Pristina il 2 Febbraio 2025. 

## Video musicale
Il videoclip, le cui riprese si sono svolte a Villa Arconati, vede alternare immagini del gruppo intento a cantare e suonare il brano a quelle di due ballerine (Francesca Stelladiplastica e Silvia Bonavigo). Regista del video è Giacomo Triglia.
Il 6 novembre 2018 è stata pubblicata una versione acustica del brano.

## Formazione
Gruppo
- Damiano David – voce, arrangiamento
- Victoria De Angelis – basso, arrangiamento
- Ethan Torchio – batteria, percussioni, drum machine, arrangiamento
- Thomas Raggi – chitarra elettrica, chitarra acustica, chitarra resofonica, arrangiamento

Altri musicisti
- Fabrizio Ferraguzzo – arrangiamento, arrangiamenti fiati, orchestrazione, sintetizzatore, programmazione, drum machine, lap steel guitar
- Riccardo Jeeba Gibertini – arrangiamento fiati, tromba, flicorno soprano, trombone
- Marco Zaghi – arrangiamento fiati, sassofono tenore, sassofono baritono, flauto
- Enrico Brun – orchestrazione, sintetizzatore, organo Hammond, moog, mellotron, pianoforte, solina, programmazione, Farfisa
- Andrea Di Cesare – violino, viola
- Mattia Boschi – violoncello

Produzione
- Måneskin – produzione
- Fabrizio Ferraguzzo – produzione, missaggio, mastering
- Riccardo Damian – registrazione
- Enrico La Falce – missaggio, mastering

## Classifiche

### Classifiche settimanali
| Classifica (2018-21) | Posizione massima |
| -------------------- | ----------------- |
| Finlandia            | 14                |
| Grecia               | 11                |
| Italia               | 1                 |
| Lituania             | 5                 |
| Portogallo           | 83                |

### Classifiche di fine anno
| Classifica (2018) | Posizione |
| ----------------- | --------- |
| Italia            | 11        |
| Classifica (2019) | Posizione |
| Italia            | 44        |